# Synagoge (Kamjanka-Buska)

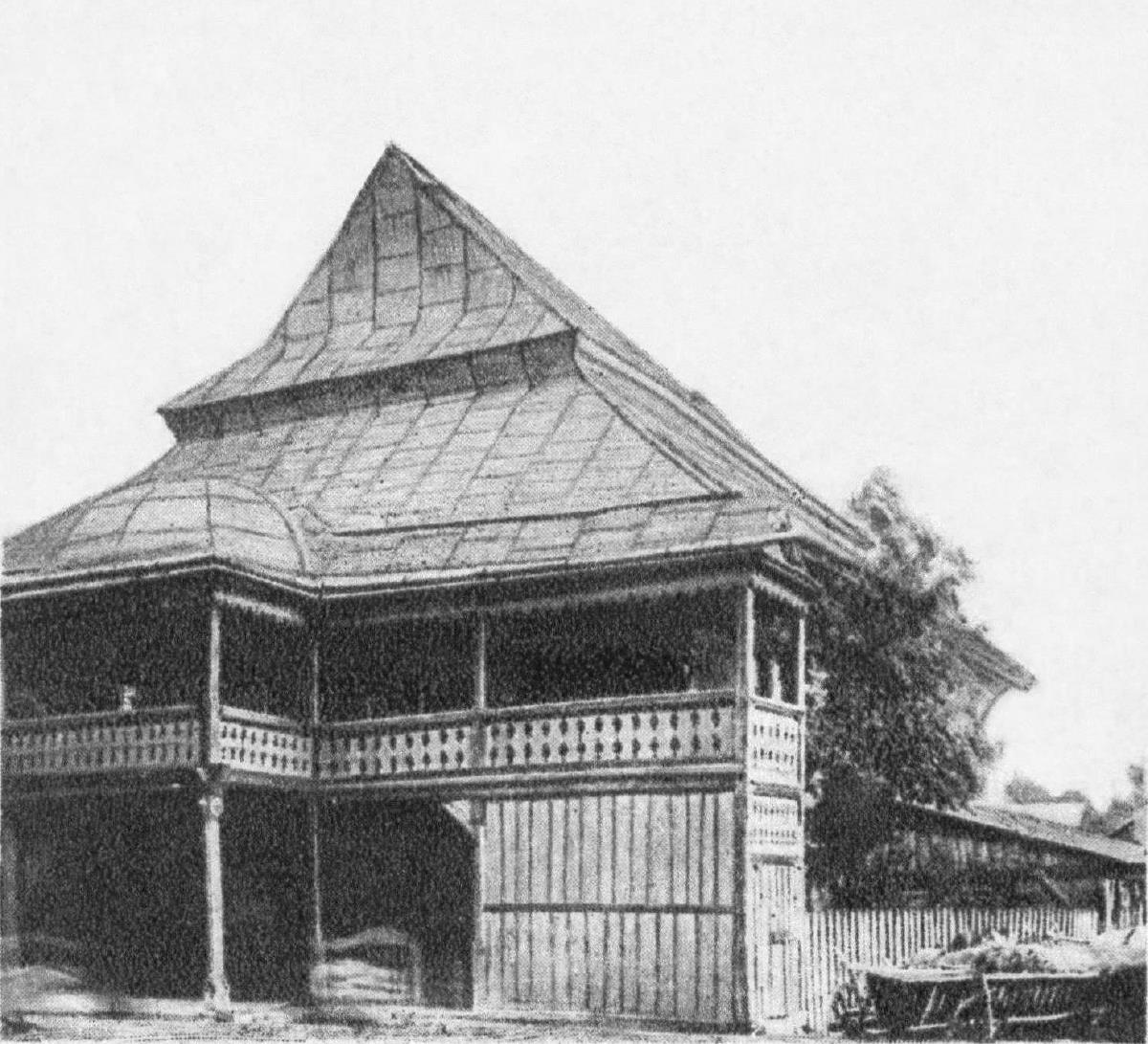
Synagoge vor 1926

Die hölzerne Synagoge in Kamjanka-Buska, einer Stadt in der Oblast Lwiw im Westen der Ukraine, wurde in der ersten Hälfte des 17. Jahrhunderts errichtet und im Zweiten Weltkrieg zerstört.

## Geschichte
Erste Juden siedelten sich bereits um 1440 in Kamjanka-Buska an. 1627 erhielten sie Erlaubnis zum Bau einer Synagoge. Diese wurde aber höchstwahrscheinlich, wie fast der gesamte Ort, während der Schwedenkriege um 1655 zerstört.
In 1730 oder kurz vorher wurde die Haupthalle einer neuen Synagoge erbaut. Die Bima konnte exakt auf 1730 datiert werden. Teile der mehrfarbigen Wandgemälde waren von 1755. Gegen Ende des 18. Jahrhunderts wurde an der Westwand eine Empore errichtet. Weitere Anbauten mit den Gebetsräumen für Frauen stammten aus der ersten Hälfte des 19. Jahrhunderts. Beschädigungen aus dem Ersten Weltkrieg wurden in der Zwischenkriegszeit repariert. Nach dem Einmarsch deutscher Truppen im Zweiten Weltkrieg wurde sie gegen Ende 1941 niedergebrannt, während gleichzeitig die jüdische Bevölkerung des Ortes nahezu vollständig ermordet wurde.

## Architektur

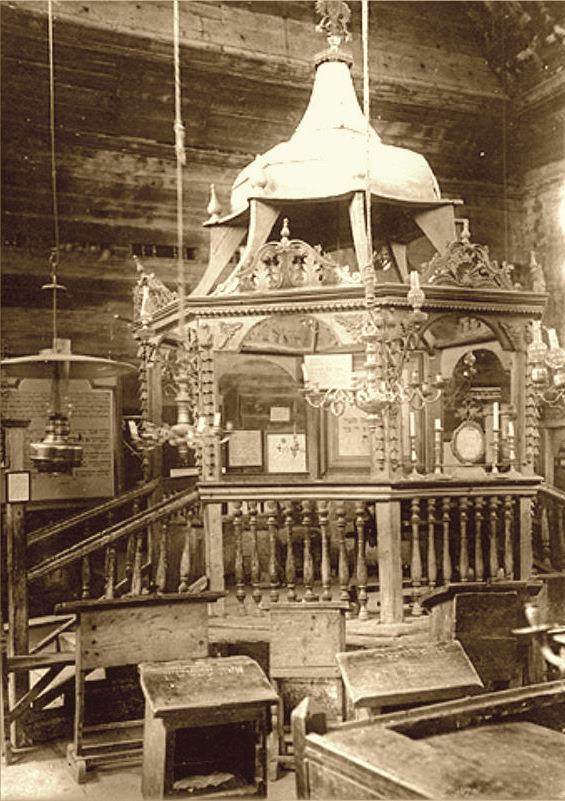
Bima

Die aus horizontalen Balken errichtete Haupthalle war mit 13,00 × 12,00 m nahezu quadratisch. Die Höhe der Wände war 7,50 m; bis zur Gewölbespitze waren es 9,50 m. Sie hatte ein zweistufig zurückspringendes Dach. Es war in seiner Konstruktion ein Satteldach, das sich aber durch zwei Reihen Anschüblinge als Mansarddach mit Frontgiebeln zeigte. An der Westseite war später eine Vorhalle und im 1. Stock der Gebetsraum für Frauen angebaut worden. Weitere Frauenbeträume befanden sich an der Nord- und Südseite. Die Haupthalle und der Frauengebetsraum hatten jeweils ein eigenes Gewölbe.
Die mit Holzschnitzereien reich verzierte, achteckige Bima in der Mitte der Halle hatte die Form einer laubenähnlichen kleinen Kapelle.
Der Toraschrein war ein auf einem Pult stehender mit Blumenmotiven verzierter Schrank.